# Agostino Fossati
Agostino Fossati (La Spezia, 28 gennaio 1830 – La Spezia, 7 dicembre 1904) è stato un pittore italiano.

## Biografia
Nato alla Spezia nel 1830 da Giuseppe Fossati e Clorinda Bettinotti, è ammesso alla Scuola di ornato della Spezia il 10 ottobre 1845 . Ha come primi maestri alcuni pittori spezzini: Camillo Pucci, Luigi Belletti, Giovanni Fosella. 
Importante per la sua formazione è anche l'incontro con Massimo d'Azeglio, avvenuto a La Spezia nell'agosto del 1846. 
Tramite il benestante fratello farmacista già nel 1847 può porsi in relazione con gli ambienti artistici genovesi. 
Si forma poi a Milano, dove studia all'Accademia di belle arti di Brera con Luigi Sabatelli e Francesco Hayez, e a Genova all'Accademia ligustica di belle arti. La sua formazione artistica risente inizialmente dell’indirizzo neoclassico e romantico ricevuto a Brera.
Nel 1855 è docente di geometria lineare applicata alle arti. Nel 1860 viene incaricato dalla giunta municipale di dipingere la sala di lettura del casinò civico. 

Nel 1867 sposa Luisa Pontremoli, sorella del pittore Giuseppe, e da lei ha tre figlie: Elisa, Olga e Amelia.
In seguito, nel 1869, viene a contatto con la “Scuola Grigia” , frequentando Rayper, Issel, De Andrade, Musso, De Avendaño e con loro espone due dipinti alla Promotrice di Genova e di nuovo, nel 1871, tre opere. 
Nel 1878 alla Promotrice di Torino espone il dipinto Mare Lungo (Marina). Nel 1880 alle Promotrici di Genova e di Torino espone altri dipinti, fra i quali Cantiere Faggioni- Via San Bartolomeo in Spezia (Genova) e L'entrata della Squadra nel golfo di Spezia dopo le grandi manovre (Torino).
L’incontro col pittore macchiaiolo toscano Telemaco Signorini, conosciuto nel 1881 durante il suo soggiorno a Riomaggiore, comporta ulteriore importanza per la sua evoluzione artistica.  
Nel 1882 è nominato componente della commissione di sorveglianza del Museo civico della Spezia ed è eletto membro della commissione di Ornato. Nel 1887 partecipa ed è premiato con medaglia d'oro all'Esposizione Circondariale della Spezia. Nel 1889 è di nuovo presente alla Promotrice di Genova e nel 1890 alla Promotrice di Torino.
Nel 1892 espone otto opere alla Promotrice di Genova, in occasione delle festività colombiane. Nel 1894 è registrato come professore di disegno ornamentale alla Regia Scuola d'Arte e Mestieri. Nel 1896 è ancora presente alla Promotrice di Genova con quattro lavori.
Muore il 7 dicembre 1904 nella sua città natale.
Gli sono state dedicate Mostre retrospettive dal 1905, 1922, 1933, 1952, 1953 e 1960.

## Stile
Noto soprattutto come pittore vedutista spezzino, la sua pittura d'ispirazione romantica è spesso rivolta alla rappresentazione del reale sotto l'influsso dell'esperienza macchiaiola che gli derivò, in particolare, ma non solo, dalla conoscenza dell'opera di Telemaco Signorini.

Altrettanto importante è stato l'incontro con Massimo d'Azeglio e Antonio Fontanesi entrambi frequentatori della Spezia e del suo golfo durante l'epoca risorgimentale, fra gli anni quaranta e cinquanta del XIX secolo.
Per il loro valore documentario nel 1922 il Comune della Spezia ha acquistato una raccolta di circa settanta suoi dipinti dedicati a La Spezia vecchia che furono eseguiti dal vero, in parte prima del 1860 e in parte dopo, e che costituiscono un documento primario nella storia del borgo marinaro che, tra il settimo e il nono decennio, divenne città industriale con la costruzione dell’Arsenale e della nuova pianificazione urbanistica.
I suoi dipinti sono esposti presso la Palazzina delle Arti "L.R. Rosaia" di La Spezia.

## Galleria d'immagini

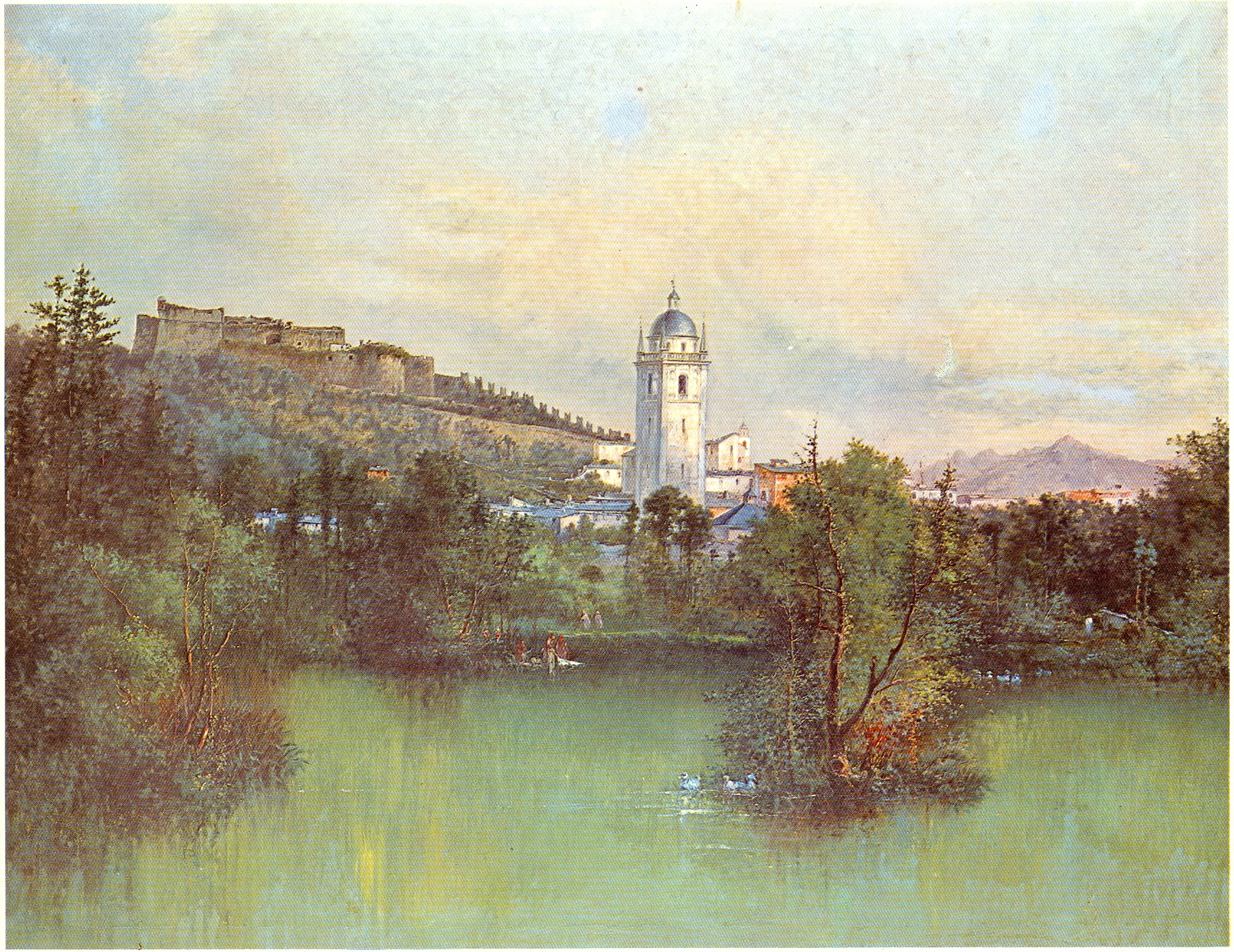
La Spezia. La Sprugola, il castello S.Giorgio e il campanile di S.Maria
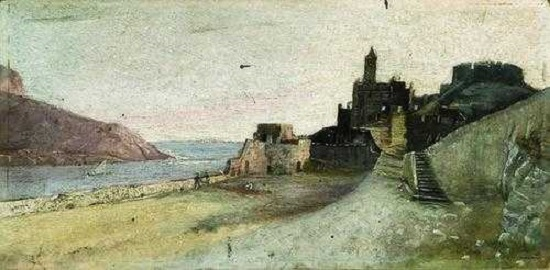
Porto Venere